# 心霊マスターテープ 〜EYE〜
『心霊マスターテープ 〜EYE〜』（しんれいマスターテープ アイ）は、2022年1月8日からエンタメ〜テレで放送された日本のホラードラマ。

## 概要
エンタメ〜テレ制作のオリジナルホラードラマ。2022年1月から毎月第2・第4土曜日の21:00 - 21:30に全6話で放送された。前作「心霊マスターテープ」に出演していた谷口猛が監督を務める。
主演はソウルバンド「Chapman」のボーカルである根岸寛。外伝的なストーリーだが監督の谷口や岩澤宏樹、菊池宣秀、早瀬康広(都市ボーイズ)、オウマガトキFILMなど前作の出演陣も登場する。

## あらすじ
桂木シンは、高校時代の親友でカメラマンのツカサと恋人でADのミコと共に心霊ドキュメンタリーを制作していたが、その作品に出演予定だった高校時代の同級生の亮と連絡が突然取れなくなり、その後彼の自宅に行くと彼の自殺死体を発見する。
亮からは死の直前、不可解な動画ファイルが送られていた。シン達は調査を開始するが、それはシンが封印していた忌まわしき過去が顕となる前触れだった。

## キャスト
心霊ディレクターと関係者
- 根岸寛：桂木シン (若手ディレクター)
- 高崎凌：進藤ツカサ (カメラマン)
- 水嶋ミナ：篠原ミコ (AD)
- 谷口猛 (プロデューサー)
- 徳丸大介 (アシスタントプロデューサー)
- 橘真凛：佐久間姫子(AD)
- 岩澤宏樹
- 菊池宣秀
- 早瀬康広 (都市ボーイズ)
- オウマガトキFILM

その他
- カナキティ：天沢瞳
- 齋藤隼平：須藤亮
- 下前祐貴：西川蓮
- 細川良夢：三森杏
- 織長未妃：須藤正美
- 金子早苗：天沢はる子
- 武初：天沢光彦
- 照屋りこ：谷口葵
- 内野貴裕：谷口樹

## スタッフ
- 監督：谷口猛
- 監督補：佐々木勝己
- 音楽- LLLL(フォーエル)
- プロデューサー：安田和朗、小田泰之
- 企画・制作 - 名古屋テレビネクスト
- 制作・著作 - エンタメ〜テレ

## 放送日程
| 話数  | 放送日       | サブタイトル        | 脚本                         | 監督   |
| ----- | ------------ | ------------------- | ---------------------------- | ------ |
| 第1話 | 2022年1月8日 | Making a Ghost      | 谷口猛 佐々木勝己 久保寺晃一 | 谷口猛 |
| 第2話 | 1月22日      | int main( )         | 谷口猛 佐々木勝己 久保寺晃一 | 谷口猛 |
| 第3話 | 2月12日      | cout <<"Remember"<< | 谷口猛 佐々木勝己 久保寺晃一 | 谷口猛 |
| 第4話 | 2月26日      | 縺ｿ繧薙↑豁ｻ縺ｭ      | 谷口猛 佐々木勝己 久保寺晃一 | 谷口猛 |
| 第5話 | 3月12日      | アイ                | 谷口猛 佐々木勝己 久保寺晃一 | 谷口猛 |
| 第6話 | 3月26日      | end L ;             | 谷口猛 佐々木勝己 久保寺晃一 | 谷口猛 |